# Catawiki
Catawiki es una plataforma de subastas online para la compra y venta de artículos especiales y coleccionables. Catawiki se fundó en 2008 como una comunidad online para coleccionistas. Desde 2011, la empresa organiza subastas semanales en línea en diversas categorías como; cómics antiguos, maquetas de trenes, monedas, relojes, arte, joyas y coches clásicos.

## Historia
Catawiki fue fundada por René Schoenmakers, un coleccionista de cómics holandés, junto con Marco Jansen, un desarrollador web holandés. El sitio web entró en línea el 10 de septiembre de 2008 como un compendio de catálogos de coleccionistas en línea basado en el código Wiki.
La base de datos, en un comienzo se centró solamente en los cómics, luego abarcó otros elementos como; sellos postales, monedas y tarjetas telefónicas. El nombre "Catawiki" es un acrónimo de las palabras "catálogo" y "wiki".
Desde el 2011, Catawiki organiza subastas de miles de objetos diferentes. El sitio estaba originalmente en holandés, pero luego se dispuso también al inglés el mismo año, luego en francés y en alemán el 2012. Finalmente al español, italiano y al chino en 2015.

## Modelo de negocio
Catawiki cura subastas semanales desde el año 2011 en diversas categorías, tales como: arte, libros, curiosidades, modelos a escala, sellos, vinos y automóviles. Las subastas de Catawiki son únicamente en línea. Las ofertas están abiertas para que todos las vean. Los ganadores pagan lo que pujan a través de un servicio de pago seguro para luego recibir el objeto del vendedor.
Catawiki opera una red de más de 100 expertos que valoran, autentifican y curan objetos.
El sitio web obtiene las ganancias, cobrando al comprador el 9% y al vendedor el 12,5% (sin IVA) del precio de venta.

## Subastas destacadas
- Casco de Star Wars de Darth Vader con cristales Swarovski, 3.000 € (diciembre 2020)[3][8]
- Meteorito de Esquel, 4.900 € (febrero 2014)[3][8]
- DeLorean DMC-12, vendido por 20.500 € (septiembre de 2014)[3][8]
- Mandíbula de un T-rex, 10.000 € (noviembre de 2014)[3][8]
- Macallan Anniversary Malt (más de 50 años), 14.500 € (enero 2015)[3][8]
- Primer cómic de Tintín firmado (Tintin au pays des Soviets), 30.000 € (mayo de 2015)[3][8][10]
- Una botella de Romanée-Conti Grand Cru, 4.500 € (mayo de 2015)[3][8]
- Lego Star Wars: set Halcón Milenario, 4.700 € (junio de 2015)[3][8]
- Óleo sobre lienzo de Aristarkh Lentulov, 24.000 € (agosto de 2015)[3][8]
- Porsche 356 de 1960, vendido por 165.000 € (octubre de 2015)[3][8]
- Libro de Tintín, uno de los 10 ejemplares, utilizado por Hergé, £61 050 (septiembre de 2017)[11]
- Una colección de 2017 Domaine de la Romanée-Conti, 34 000 € (julio de 2020)[3][8]
- Un Chateau Lafite Rothschild vertical: 1969 – 2016, 28 000 € (enero de 2021)[3][8]

## Lectura asociada
- Catawiki, Catawiki (December 2020). «Darth Vader: Star Wars, with Swarovski Crystals». Catawiki (en inglés). Consultado el 16 de diciembre de 2020.
- «Catawiki, le aste online per collezionisti». La Stampa (en italiano). 18 de julio de 2016. Consultado el 17 de febrero de 2017.
- Bakir, Daniel (15 de junio de 2016). «Kuriositäten unterm Hammer: T-Rex, KITT und das älteste Kondom der Welt». Stern (en alemán). Consultado el 17 de febrero de 2017.
- Van Groningen, Elco (6 de julio de 2016). «'EBay of Antiques' CEO Predicts U.K. Sellers Benefit From Brexit». Bloomberg News. Consultado el 17 de febrero de 2017.
- Kharpal, Arjun (30 de julio de 2015). «This eBay for collectors just got $82M funding». CNBC. Consultado el 17 de febrero de 2017.